# Стеван Брановачки
Стеван Брановачки (Сента, 13. јун 1804 — Нови Сад, 8. фебруар 1880) био је српски правник, политичар, градоначелник Новог Сада, председник Матице српске и један од оснивача Српског народног позоришта.

## Биографија
Потомак је сенћанске породице Брановачки. Рођен је 13. јуна 1804. године у Сенти, где је завршио основну школу, као и први разред гимназије код мађарског учитеља приватно. Други разред гимназије завршио је у Суботици, до шестог у Баји, седми и осми у Сегедину, где је учио и филозофију, а права у Пожуну (Братислава). После завршених наука 1826. године био је у служби код бачког потиског дистрикта у Старом Бечеју, затим код Краљевске табле у Будимпешти, где је 1828. године положио адвокатски испит са одличним успехом. После тога је адвокатску канцеларију у Сенти.
Између 1842-1848. године Брановачки је био заменик сенатора у магистрату Потиског дистрикта. Године 1848. изабран је за среског начелника солгабирова, то је био у бачкој жупанији први избор за ово звање из реда људи, који нису били племићи. Годину 1849. провео је у Земуну и Београду, а 1850. године постао је срески комесар, а затим последњи капетан код бачког српског потиског дистрикта. По престанку постојања овог дистрикта 1857. године постао је он окружни судија у Новом Саду.
У Нови сад је дошао 1851. године, где је радио као адвокат, судија и народни посланик.
Године 1861. изабран је за посланика на угарски сабор, а исто тако и 1865, те је том приликом изабран у прву угарску делегацију, а 1869. године изабран је за градоначелника Новог Сада. Учинио је много на урбанистичом развоју града. Година 1872. и 1875. био је посланик на српском црквеном и народном сабору у Сремским Карловцима. На сабору 1875. године под његовим председништвом извршен је избор патријарха. Један је од оснивача Српског народног позоришта, учесник је при оснивању Друштва за Српско народно позориште (1861) и први председник тога друштва (1861—68).
Био је председник Српске црквене општине у Новом Саду (1868—1872) и један од патрона гимназије. Више година, почевши од 1868, био је председник Прве трговачке и обртничке банке.
Први пут је изабран 1867, а од 1872. године, па до краја живота је био председник стални Матице српске, најстарија српске књижевне, културне и научна институције. У Новом Саду становао је у Лебарској улици (данас је то Улица Светозара Милетића бр. 8).
Није био склон писању - од њега је остало штампано само неколико саборских говора и интерпелација због којих су га звали српским Катоном.
Надгробни споменик Стевана Брановоачког, на Успеском гробљу у Новом Саду је заштићени споменик културе, регистрован 1968. године.